# Regente Feijó
Regente Feijó – miasto i gmina w Brazylii, w stanie São Paulo. Znajduje się w mezoregionie Presidente Prudente i mikroregionie Presidente Prudente.